# Serveur dédié virtuel
Un serveur dédié virtuel (également appelé serveur virtuel), dont l'appellation commerciale en anglais est virtual private server (VPS) ou virtual dedicated server (VDS), est une méthode de partitionnement d'un serveur en plusieurs serveurs virtuels indépendants qui ont chacun les caractéristiques d'un serveur dédié, en utilisant des techniques de virtualisation. Chaque serveur peut fonctionner avec un système d'exploitation différent et redémarrer indépendamment. Dans le domaine de l'hébergement web, plusieurs dénominations recoupent le même type d'offres et donc de services. Les acronymes VPS (Virtual Private Server) et VDS (Virtual Dedicated Server) désignent le même concept, et leur usage est parfois confus.

## Principes d'architecture
Un serveur virtuel est une sous-partie logique d'un serveur d'hébergement. Les ressources sont donc partagées entre différentes partitions logiques qui sont indépendantes les unes des autres, et qui se comportent unitairement comme un serveur dédié standard à quelques réserves près, notamment au niveau du noyau, du système de fichiers ou des interfaces réseau.
Du point de vue système, le serveur virtuel est une machine virtuelle. Il existe plusieurs solutions de virtualisation d'un serveur :
- Certaines, basées sur l'isolation, utilisent un noyau commun. Tel que :
  - Webmin. Sur lequel se base la solution Virtualmin (en);
  - openVZ ou Lxc. Sur lequel se basent des solutions comme Virtuozzo (en), HyperVM (en), cgroups;
  - VMWare. Sur lequel se base la solution VMware vSphere.
- D'autres, basées sur la paravirtualisation, fonctionnent plus comme des émulateurs matériels (comme XEN) où chaque machine virtuelle peut accueillir n'importe quel système d'exploitation.

Les solutions basées sur l'isolation sont souvent appelées serveurs privés virtuels, le terme serveur dédié virtuel étant attribué aux solutions basées sur la para-virtualisation, mais les dénominations commerciales font souvent le mélange ou l'amalgame.
Un serveur physique peut être vu comme un livre. Ce livre est composé de pages blanches indépendantes toutes numérotées 1. Selon l'espace nécessaire pour un serveur virtuel, celui-ci occupera plus ou moins de pages.[pas clair] Mais le fait que celles-ci soient indépendantes permet aux différents serveurs virtuels se trouvant à l'intérieur de la machine de n'être en aucun cas liés. Une panne intervenant sur un serveur ne touchera donc en aucun cas un autre.
On constate également qu'à la suite de l'utilisation de serveur virtuels, le serveur physique change de fonction principale puisque son seul but devient de gérer et de veiller au bon fonctionnement des serveurs virtuels. En effet en cas de panne ce serveur principal informe à l'avance l'utilisateur permettant à celui-ci de changer la pièce avant même que celle-ci ait été défectueuse.

## Avantages et inconvénients
Les avantages et inconvénients des serveurs virtuels sont aussi présentés dans l'article consacré à la virtualisation.
Les principales raisons de partitionner une machine physique en plusieurs serveurs dédiés virtuels sont d'améliorer la sécurité : si une des applications, par exemple le serveur web, est corrompue ou pose un problème, les autres applications se trouvant dans des serveurs dédiés virtuels différents continueront à fonctionner normalement. Cela permet aussi de réduire le prix de revient et le nombre de serveurs physiques nécessaires : il est également possible de regrouper plusieurs serveurs virtuels dans un même serveur physique, tout en gardant une parfaite isolation entre les serveurs et donc une très bonne sécurité, ainsi que des configurations pouvant être totalement différentes. Cela n'exige donc plus une machine physique par serveur et réduit le prix, la consommation et l'occupation en salle informatique.

## Utilisation
Les VPS ou VDS sont très utilisés pour l'hébergement de sites Web, ainsi que pour de la formation, ils servent alors à héberger l'environnement spécifique à chaque élève. Ils sont aussi parfois utilisés pour le piratage, ou les attaques par déni de service (DOS/DDOS attack).